# Concours de créateurs de jeux

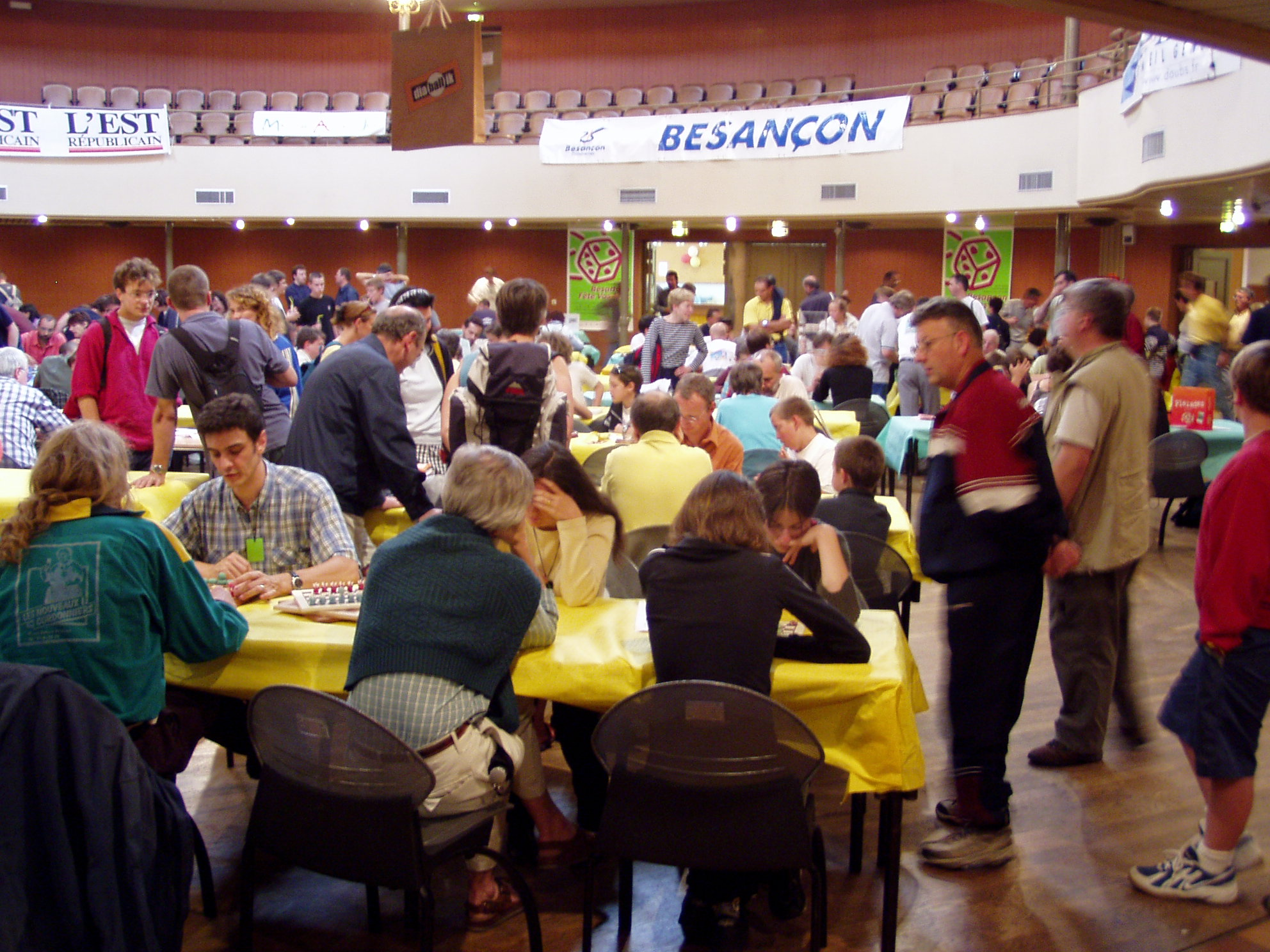
Le Festival de Besançon 2003

Les concours de créateurs de jeux permettent aux auteurs de jeu de société de présenter leurs prototypes au public ou aux éditeurs.

## En France

### Besançon
Dans le cadre du Festival international des nouveaux jeux de société, Besançon Fête Vos Jeux organise depuis 1996 un Concours international de créateurs de jeux de société. La dernière édition a eu lieu en 2003.
Les jeux sont testés par le jury en public et en présence de l'auteur.
En 2017 le flambeau sera en partie repris avec l'arrivée du festival Ludinam dans le centre-ville de la ville avec en son centre un concours de créateur de jeux de société.

### Boulogne-Billancourt
Le concours le plus ancien est le Concours de créateurs de jeux de Boulogne-Billancourt, qui décerne des prix depuis 1977, avec une interruption en 2002.
Depuis 2003, le concours se déroule en plusieurs étapes. En 2023 le Concours s'est déroulé selon les modalités suivantes : 
- Envoi des règles de jeux par les participants (120 maximum)
- Sélection de 30 jeux et envoi des prototypes par les participants
- Sélection de 10 finalistes
- Présentation des finalistes à un jury de professionnels et amateurs de jeux
- Élection de 4 jeux qui bénéficient du label "Primé à Boulogne-Billancourt" et font l'objet de démarches par les organisateurs du concours auprès d'éditeurs.

Tous les jeux sont testés et présentés au jury hors de la présence de l'auteur. En théorie, l'auteur du jeu est anonyme pendant toute la phase finale, mais dans les faits, il arrive que des membres du jury reconnaissent le jeu d'un auteur.
Depuis la création du concours, en 1977, plus de quatre-vingt-dix jeux ont fait l'objet d'édition (Abalone, Méditerranée, Quarto, Formule Dé, Quadropolis, Not Alone…)

### Bourg-d'Oisans
Le Festival des jeux et créateurs a lieu fin juillet. Un prix est attribué par un jury : le Chapeau d'Or.

### Mons-en-Barœul
Depuis 2012, deux prix sont décernés chaque année lors du Festival Ludinord. Les prix décernés sont appelés les Prix Ludinord.

### Panazol
Dans le cadre du Festival des Jeux « Panazol Joue » (en Haute-Vienne, agglomération de Limoges) , est organisé depuis 2003 un Concours de Créateurs de Jeux de Société Familiaux, ouvert uniquement aux créateurs de jeux qui n'ont jamais été édités. Depuis 2016, le concours est également ouvert aux créateurs auto-édités.

### Parthenay
Depuis sa création, le Festival ludique international de Parthenay (FLIP) a toujours récompensé la création. Le Concours des créateurs permettait même au lauréat dans les années 90 de remporter un prix financier afin de l'aider éditer son prototype. En cours de route la formule va s'adapter pour connaître un succès grandissant depuis les années 2000.
Depuis 2004, le concours accueille les créateurs pendant les dernières journées du Festival ludique international de Parthenay (FLIP). Généralement 16 créateurs sont retenus sur dossier par un jury de professionnels.
En 2013, le FLIP recevait plus de 120 candidatures. Les 16 chanceux présentent leurs prototypes devant le public du FLIP et le jury de professionnels.
À l'issue du concours, 5 créateurs sont récompensés par le trophée Flip Créateurs. Le jury décerne 4 prix (Enfance, Divertissement, Réflexion et Mention Spéciale du Jury), et la totalité des votes du public permet de définir le "Coup de cœur du public".
La cérémonie officielle des récompenses se déroule le dernier samedi du Festival à partir de 21h30 au sein du Théâtre du Palais des Congrès de Parthenay.
Retrouvez tout le palmarès des Trophées FLIP en suivant le lien ci-dessous vers l'article détaillé.

### Ugine
Depuis 1996, la ville d'Ugine en Savoie organise un Festival du Jeu et du Jouet qui accueille aujourd'hui 10 000 visiteurs, le 1er weekend de décembre. À partir de sa XIe édition, en  2006, le Festival a accueilli un Concours International de Créateurs de Jeux de Société : 45 candidats, une pré sélection en Octobre, 6 sont retenus pour participer au Festival et 3 sont nommés et récompensés.
Jeux primés en 2006 :
- Charvin d’Or : « Dockers » (Philippe Leurquin)
- Charvin d’Argent : « Niagara » (Philippe Proux)
- Charvin de Bronze : « Colorz » (Maxence Fernandez)
- Prix spécial du jury : « Cap’tain Tromplamort » (Emmanuel Albisser)

Jeux primés en 2007 :
- Charvin d’Or : Alain Ollier avec le Jeu « Huuee ! »
- Prix de la Ville d’Ugine : Ian Parovel avec le Jeu « A Table ! »
- Prix du Jury : Robin Dunoyer avec le jeu « Twist Planète »
- Prix spécial du jury : Alexandre Poyé  avec le jeu « Stop ! »

Jeux primés en 2010 :
- Charvin d’Or : « Les Folies Bergères » (Jim Dratwa)
- Charvin d’Argent : « Culbut’ho » (Agnes Largeaud)
- Charvin de Bronze : « Fondations » (Marc Soune-Seyne)
- Prix spécial du jury : « Occupation » (Philippe Mangeot)

Jeux primés en 2011 :
- Charvin d’Or : Fabien Chevillon avec le Jeu « Les Diamantaires »
- Prix de la Ville d’Ugine : Philippe Mangeot avec le Jeu « Les Tontons Parfumeurs »
- Prix du Jury : Laurent Verrier avec le Jeu « Paper Pilot »

### Gergovie Val d'Allier
Depuis 2010, le service jeunesse de la communauté de communes a mis en place le Festival Ludix, Festival National de créateurs de jeux de société. L'originalité de ce concours est qu'il n'y a pas de présélection, ainsi que la mise en place de 3 jurys, le premier est composé de " professionnels ", le deuxième de jeunes du territoire et le dernier est représenté par le public. Les auteurs proposent leur jeu au public et aux jurys sur 2 jours. Ce salon est la " reprise " de l'ancien concours de Besançon.
Jeux primés en 2010 :
- Ludix d'Or : Philippe Riffet avec le jeu " Millésime "
- Ludix de la Créativité : Eric Baccala avec le jeu " Stratagemmes "
- Ludix Prix Spécial du Jury : Jean-Yves Monpertuis avec le jeu " Les rats du bitume "
- Ludix Prix du Public : Cyril Blondel avec le jeu " Zigzag "

Jeux primés en 2011 :
- Ludix d'Or : Jean-Yves Monpertuis avec le jeu "Pitch in the west"
- Ludix de la Créativité : Olivier Mahy avec le jeu "Ice3"
- Ludix Prix Spécial du Jury : Xavier Faure avec le jeu "Capazimut"
- Ludix Prix du Public : Ludovic Chabry avec le jeu "Khitan"
- Ludix Prix de la jeunesse : Fabien Tanguy avec le jeu "Tripatouille"

Jeux primés en 2012 :
- Ludix d'Or : Stéphane Rouault avec le jeu "Witness"
- Ludix de la Créativité : Cyril Blondel et Jim Dratwa avec le jeu "Brèves de comptoir"
- Ludix Prix Spécial du Jury : Jean-Yves Monpertuis avec le jeu "Gang of New York"
- Ludix Prix du Public : Xavier Faure avec le jeu "Ilumix"
- Ludix Prix de la jeunesse : Cyril Blondel et Jim Dratwa avec le jeu "Brèves de comptoir"

Jeux primés en 2013 :    
- Ludix d'Or : Florian Sirieix et Etienne Daniault (Zous) avec le jeu "Deal"
- Ludix Prix Spécial du Jury : Grégory Oliver avec le jeu "Madsteam"
- Ludix Prix du Public : Hervé Rigal avec le jeu "Amanites"
- Ludix Prix de la jeunesse : Dominique Breton (Zeblate) avec le jeu "Speed Draw"

## En Suisse

### Martigny
Le Concours International de Créateur de Jeu de Société est organisé depuis 2013 à l'occasion du festival ludique La fête du jeu (Poly-games).
Tous les prototypes sont testés par les membres de 8 clubs de jeux qui en qualifient 5 pour la finale.
Le week-end de la Fête du Jeu, un jury composé de personnalités du milieu du jeu attribue alors le premier prix à son prototype préféré.
Palmarès des années passées :
- 2013 – 30 Carats (Fabien Chevillon)
- 2014 – Antilopes (David Exertier)
- 2015 – finale les 12-13-14 juin 2015

## Au Canada

### Trois-Rivières
Dans le cadre du concours scolaire hackaTRon, un Concours provincial de créateurs de jeux de société. La première édition de ce concours a eu lieu en 2020.
Les jeux sont testés par public et en présence de l'équipe créative chez des pubs ludiques hôtes et lors du XTRA ludiq, événement hôte de la finale du hackaTRon.
En 2023, l'événement XTRA ludiq est prévu à pleine nature, en une salle sur l'île Saint-Quentin, Trois-Rivières.